# Thysanolaena
Thysanolaena je monotipski biljni rod smješten u vlastiti tribus Thysanolaena, dio potporodice Panicoideae, porodica trava. Jedina je vrsta T. latifolia, trajnica iz suptropske i tropske Azije. Uvezena je i u neke druge države.
Stabljika može narasti od 2 do 4 metra visine. Koristi se u izradi metala, a uzgaja se i kao ukrasna biljka.
- T. latifolia
- T. latifolia
- metla od trave T. latifolia , otok Java

## Sinonimi
- Agrostis maxima Roxb.
- Arundo minutiflora Brongn.
- Melica latifolia Roxb. ex Hornem.
- Myriachaeta arundinacea Zoll. & Moritzi
- Myriachaeta glauca Moritzi ex Steud.
- Neyraudia acarifera (Roxb. ex Hornem.) Conert
- Panicum acariferum Trin.
- Sporobolus gigas (Steud.) Miq.
- Sporobolus scoparius J.Presl
- Thysanolaena acarifera Arn. & Nees
- Thysanolaena agrostis Nees
- Thysanolaena assamensis Gand.
- Thysanolaena birmanica Gand.
- Thysanolaena malaccensis Gand.
- Thysanolaena maxima (Roxb.) Kuntze
- Thysanolaena sikkimensis Gand.
- Vilfa gigas Steud.
- Vilfa scoparia (J.Presl) Steud.